# Dieprand von Richthofen
Dieprand Emil Ludwig Fridolin Freiherr Praetorius von Richthofen (* 15. Dezember 1875 in Zabern, Bezirk Unterelsaß; † 5. März 1946 in Königsfeld (Sachsen)) war Senatspräsident am Reichsgericht und antisemitischer Politiker (DSP).

## Leben
Er war der Sohn des Reichsaußenstaatssekretärs und preußischen Staatsministers Oswald von Richthofen (1847–1906). Der liberale Politiker Hartmann von Richthofen war sein Bruder (1878–1953). Von 1888 bis 1893 besuchte er das Gymnasium in Weimar. Danach studierte er in Lausanne, Rom, Leipzig, Marburg. Die erste juristische Staatsprüfung bestand er 1896 mit der Note „ausreichend“. 1896 wurde er vereidigt. Den Referendarsdienst schloss er 1899 mit einem Examen „mit Auszeichnung“ ab. 1900 wurde er als Gerichtsassessor übernommen. Zum Neujahrstag 1903 wurde zum Landrichter am Landgericht Eisenach ernannt. Exakt drei Jahre später wurde er Oberlandesgerichtsrat in Jena. Von 1905 bis 1918 gehörte er der Deutschsozialen Partei an, für die er als Abgeordneter von 1906 bis 1909 für den Wahlbezirk Jena-Land im Landtag von Sachsen-Weimar-Eisenach saß. Bei der Reichstagswahl 1907 scheiterte er mit seiner Kandidatur um das Mandat für das Fürstentum Waldeck gegen den freisinnigen Abgeordneten Heinz Potthoff (Das Mandat ging in der nächsten Wahlperiode 1912 an den Kandidaten der Antisemiten Vietmeyer). 1908 wurde er Gründungsvorsitzender des Landesverbands Thüringen der DSP und blieb es bis 1912. 1918 schloss er sich der DNVP an. Im Mai 1919 kam er an das Reichsgericht. Er war als Reichsgerichtsrat im VI. und VII. Zivilsenat tätig. Zum 1. Mai 1933 trat er der NSDAP bei (Mitgliedsnummer 2.994.571). Zum Neujahrstag 1934 wurde er zum Senatspräsidenten des VII. Zivilsenats befördert. Am 1. Oktober 1939 wurde er zum Vizepräsidenten des Reichsgerichts ernannt. Am 31. März 1942 trat er in den Ruhestand.

Oft zitiert wird seine Aussage aus dem Jahr 1933 mit Bezug auf das nationalsozialistische Regime:

„Das Reichsgericht hat sich immer vor Augen gehalten, daß seine Rechtsprechung den Zielen Rechnung tragen muß, welche die Regierung der nationalen Erhebung verfolgt, und daß sie in diesem Sinne auf die nachgeordneten Gerichte Einfluß zu nehmen hat.“

Der BRD-Diplomat Oswald Freiherr von Richthofen (1908–1994) war sein Sohn.

## Ehrungen
- Großherzoglicher Kammerherr
- Geheimer Justizrat
- 1938 Goldenes Treuedienst-Ehrenzeichen

## Belege
1. ↑  Genealogisches Handbuch der freiherrlichen Häuser. Band 19 (= Genealogisches Handbuch des Adels. Bd. 110). Starke, Limburg/Lahn 1996, ISBN 3-7980-0700-4, S. 287.
2. 1 2  Ulrich Hess: Geschichte Thüringens 1866 bis 1914. Aus dem Nachlass herausgegeben von Volker Wahl. Böhlau, Weimar 1991, ISBN 3-7400-0077-5, S. 457.
3. ↑  Bundesarchiv R 9361-IX KARTEI/34770671
4. ↑  Kaul, S. 62; Godau-Schüttke, S. 31; Rolf Lamprecht: Ein bißchen Bibel und viel Unrecht. In: Der Spiegel, vom 1. Oktober 1979; Hohle Nuß. In: Der Spiegel, vom 27. Januar 1992.

| Personendaten    | Personendaten                                                                          |
| ---------------- | -------------------------------------------------------------------------------------- |
| NAME             | Richthofen, Dieprand von                                                               |
| ALTERNATIVNAMEN  | Richthofen, Dieprand Emil Ludwig Fridolin Freiherr Praetorius von (vollständiger Name) |
| KURZBESCHREIBUNG | deutscher Reichsgerichtsrat                                                            |
| GEBURTSDATUM     | 15. Dezember 1875                                                                      |
| GEBURTSORT       | Zabern, Unterelsass                                                                    |
| STERBEDATUM      | 5. März 1946                                                                           |
| STERBEORT        | Königsfeld (Sachsen)                                                                   |